# Camilo Diaz Gregorio
Camilo Diaz Gregorio (1939 – 2018) là một Giám mục người Philippines của Giáo hội Công giáo Rôma. Ông nguyên là Giám mục Vùng Batanes trước khi về hưu theo quy định tuổi tác. Trước đó, ông cũng từng đảm nhận các vị trí khác như Giám mục phụ tá Tổng giáo phận Cebu và Giám mục chính tòa Giáo phận Bacolod.

## Tiểu sử
Giám mục Camilo Diaz Gregorio sinh ngày 25 tháng 9 năm 1939 tại Cuyapo, thuộc Philippines. Sau quá trình tu học dài hạn tại các chủng viện theo quy định của Giáo luật, ngày 1 tháng 9 năm 1963, Phó tế Gregorio, 24 tuổi, tiến đến việc được truyền chức linh mục. Tân linh mục là thành viên của linh mục đoàn Giáo phận San Jose, nghi thức truyền chức do Hồng y Luigi Traglia, Quyền Đại diện Giáo phận Rôma cử hành.
Sau gần 25 năm thực hiện các hoạt động mục vụ với tư cách là một linh mục, ngày 12 tháng 1 năm 1987, Tòa Thánh loan báo rằng Giáo hoàng đã tuyển chọn linh mục Camilo Diaz Gregorio, 48 tuổi, vào hàng ngũ các giám mục, với chức vị cụ thể là Giám mục Phụ tá Tổng giáo phận Cebu với danh hiệu Giám mục Hiệu tòa Girus. Lễ tấn phong cho vị tân chức được cử hành cách trọng thể sau đó vào ngày 29 tháng 3 cùng năm. Chủ phong cho vị giám mục tân cử là Tổng giám mục José Tomás Sánchez, Tổng Thư kí Thánh bộ Loan báo Phúc âm cho Các Dân tộc. Hai vị còn lại trong vai trò phụ phong là Tổng giám mục Cesare Zacchi Chủ tịch Học viện Giáo hoàng về Giáo hội và Giám mục Antônio do Carmo Cheuiche, O.C.D., Giám mục Phụ tá Tổng giáo phận Porto Alegre, Brazil. Tân giám mục chọn cho mình châm ngôn:Servire cum lætitia.
Hơn hai năm sau ngày tấn phong giám mục, với nhiệm vụ Giám mục Phụ tá Cebu, Tòa Thánh quyết định thuyên chuyển vị trí cũng địa điểm của giám mục Gregorio, cụ thể bổ nhiệm Giám mục này làm Giám mục chính tòa Giáo phận Bacolod. Quyết định này được cho phổ biến vào ngày 20 tháng 5 năm 1989 và Tân giám mục chính tòa Bacolod đến nhận chức vị sau đó vào ngày 27 tháng 7 cùng năm.
Sau hơn 11 năm phục vụ trên cương vị người đứng đầu giáo phận Bacolod, ngày 28 tháng 8 năm 2000, Tòa Thánh bất ngờ loan tin đã chấp thuận đơn xin từ nhiệm của Giám mục Camilo Diaz Gregorio. Ba năm sau khi hưu dưỡng, ngày 13 tháng 9 năm 2003, Tòa Thánh quyết định tái bổ nhiệm vị Gaíam mục 64 tuổi, làm Giám mục Địa phận Batanes. Ông đã mục vụ tại đây cho đến khi hồi hưu vì lí do tuổi tác theo Giáo luật, và được Tòa Thánh chuẩn thuận vào ngày 20 tháng 5 năm 2017.
Ông qua đời ngày 21 tháng 5 năm 2018, thọ 78 tuổi.